# Ozero Basuygen
Ozero Basuygen är en saltsjö i Kazakstan.   Den ligger i oblystet Qaraghandy, i den centrala delen av landet, 400 km söder om huvudstaden Astana. Arean är 6,6 kvadratkilometer.